# Aak
Aak ist die Bezeichnung für zwei unterschiedliche Schiffstypen, nämlich zum einen für niederländische Fischereifahrzeuge und zum anderen für Flussfrachtschiffe im Gebiet des Niederrheins.

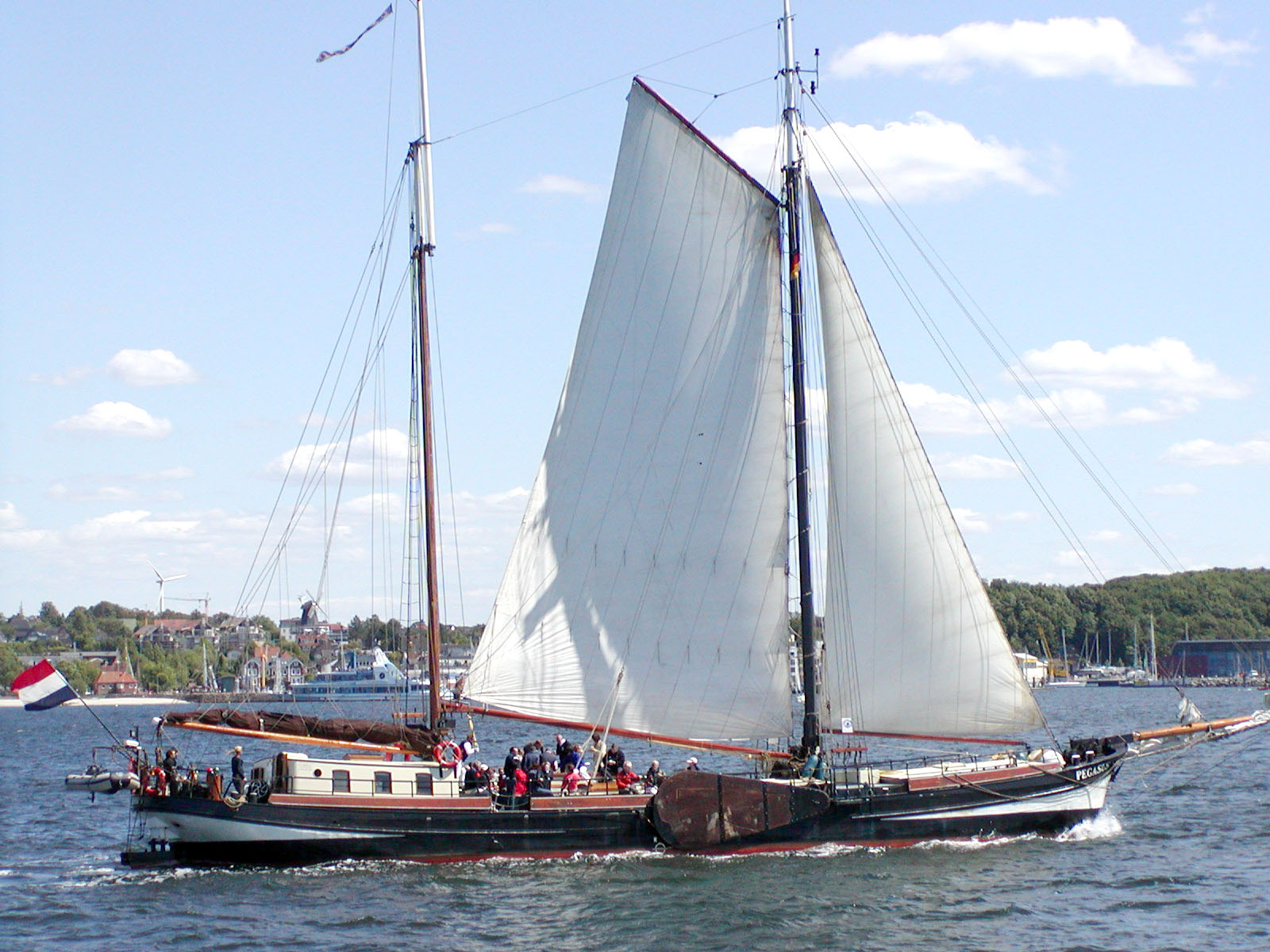
Klipperaak Pegasus auf der Kieler Woche 2008

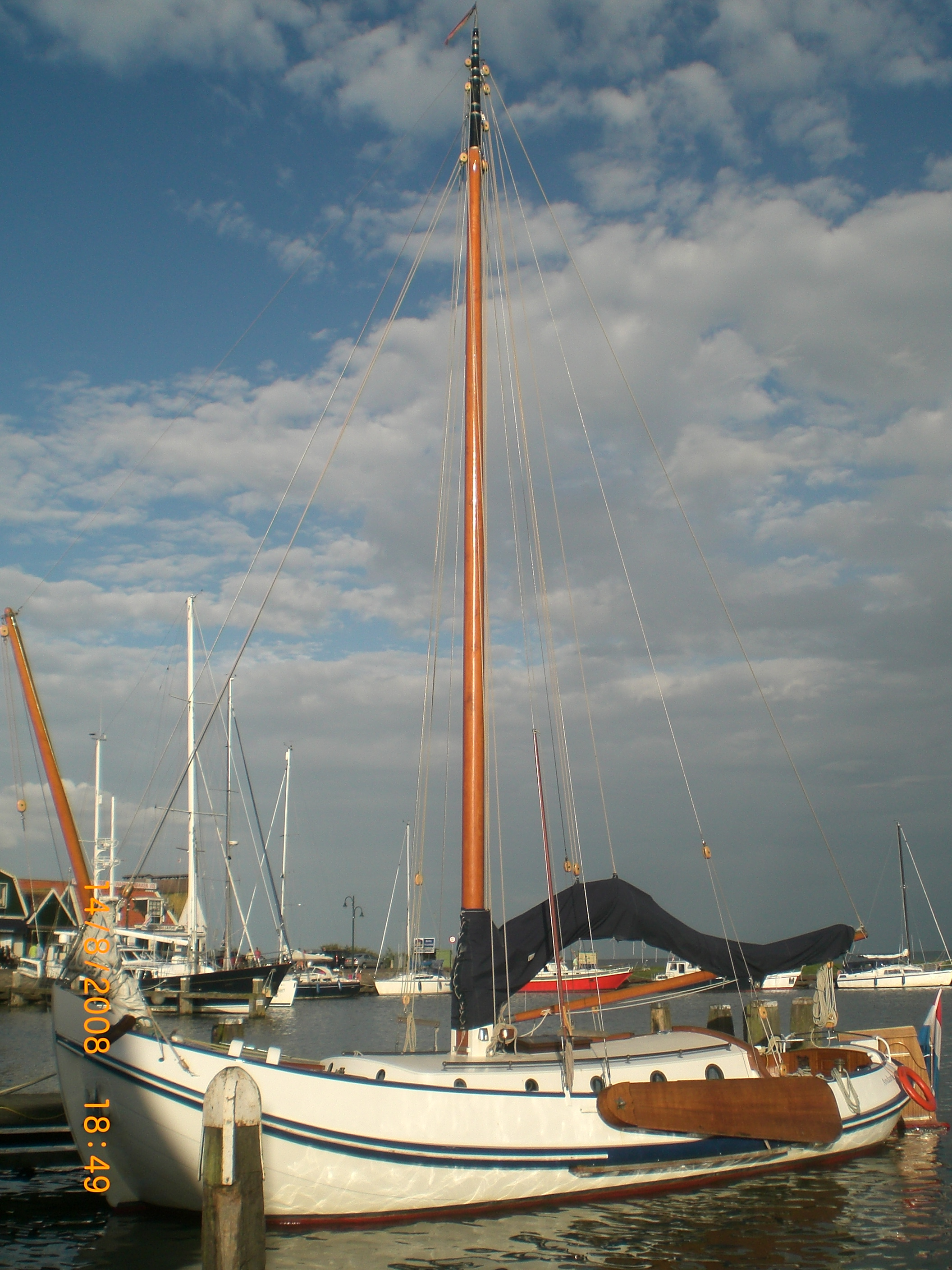
Lemsteraak Andante im Hafen von Volendam (Niederlande)

## Niederländische Fischereifahrzeuge
In der niederländischen Provinz Friesland ist Aak ein allgemeiner Begriff für ein Fischereifahrzeug. Für die Fischerei auf der Zuidersee wurde seit 1876 in Lemmer von der Schiffswerft De Boer die Lemmeraak, jetzt Lemsteraak genannt, gebaut, ein schneller Segler von 10 bis 15 m Länge. Mit ihm wurde der Fang von den sogenannten Heringsjollen übernommen und zu den Märkten transportiert.
Der Rumpf der Lemsteraak ist auf Kiel gebaut, aber dennoch flachgehend (Plattbodenschiff). Bug und Achterschiff sind rund, der Vordersteven ist gebogen, der Achtersteven gerade. Das Vorschiff ist bis zum Mast gedeckt und die Seitenschwerter lang und schmal. Am Mast wird ein Gaffelsegel mit kurzer, geschwungener Gaffel gefahren. Als Vorsegel werden Fock und Klüver gesetzt.
Sehr bald wurde der Aaktyp bereits als Yacht gebaut – unter anderem für das niederländische Königshaus – und statt mit einem offenen Arbeitsraum mit einer Kajüte versehen. Dieser Typ wird auch heute noch als Yachten mit 9 bis 15 m Länge gebaut und teilweise im Charterbetrieb eingesetzt.
Die Palingaak, auch Palingschuit genannt, ist ein niederländisches Frachtsegelboot für den Transport lebender Aale nach London. Dieser Schiffstyp ähnelt stark der Tjalk. Er ist ein um 19 m langes, auf Kiel gebautes Schiff mit U-förmigen Hauptspanten. Das Deck ist durchgehend. Der steile Vorsteven ist nach außen gewölbt gebogen, der Achtersteven gerade. Die Palingaak verfügt über rundliche Seitenschwerter und fährt die gleiche Besegelung wie die Lemmeraak, ergänzt um eine Breitfock und ein Topsegel. In der Bünn, dem wasserdurchflossenen Fischkasten im Bootsrumpf, konnten bis zu elf Tonnen Aal transportiert werden.

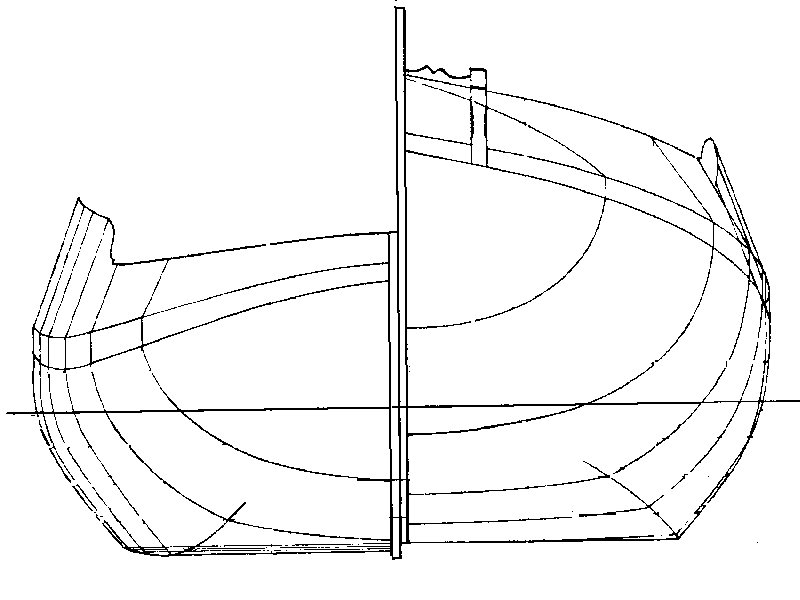
Abbildung: Querriss (Spantenriss) einer Wieringeraak

Die Wieringeraak ähnelt der Lemmeraak, ist jedoch im Allgemeinen kürzer und breiter. Sie hat einen niedrigen Bug und einen flachen Boden. Das Schanzkleid ist über die gesamte Schiffslänge mit einem Setzbord erhöht. Wieringeraaken wurden seit der zweiten Hälfte des 19. Jahrhunderts im niederländischen Wattenmeer und um Wieringen zum Fang von Plattfischen und Miesmuscheln und zur Ernte von Seetang genutzt.
Die in Südholland gebaute Boeieraak ist ein Fischereifahrzeug zum Muschelfang und zum Fischtransport. Sie ist rund elf Meter lang, flachbodig, in Knickspantbauweise und ohne Kiel gebaut. Anders als bei den anderen Aaktypen hat die Boeieraak keine Steven. An Bug und Heck läuft der Boden in einer Platte hoch. Vor- und Achterschiff sind gedeckt. Die Seitenschwerter sind schmal und die Besegelung ähnelt der der anderen Aaken.
Weitere niederländische Aakentypen sind: Stevenaak (mit auf die Bugplatte aufgesetzten Steven), Schoeneraak, Westlander, IJsselaak, Zandaak, Dortenseaak, Hasselteraak, Beitelaak, Balant und Baquet. Heutzutage sind viele Aaken zu Yachten umgebaut.

Als zum Ende des 19. Jahrhunderts die hölzernen Schiffsbauten durch Eisenschiffe abgelöst wurden, wandelten sich auch die Rumpfformen der frachttragenden Segler. So gilt ein bis 50 m langes Binnenfrachtschiff mit nach innen gewölbten Steven, Dampferheck und Gaffelketsch-Takelung als Weiterentwicklung der Aaken. Dieser Schiffstyp heißt wegen der Anlehnung an die Rumpfform der Klipper des 19. Jahrhunderts ebenfalls Klipper bzw. Klipperaak.

## Flussfrachtschiffe im Gebiet des Niederrheins

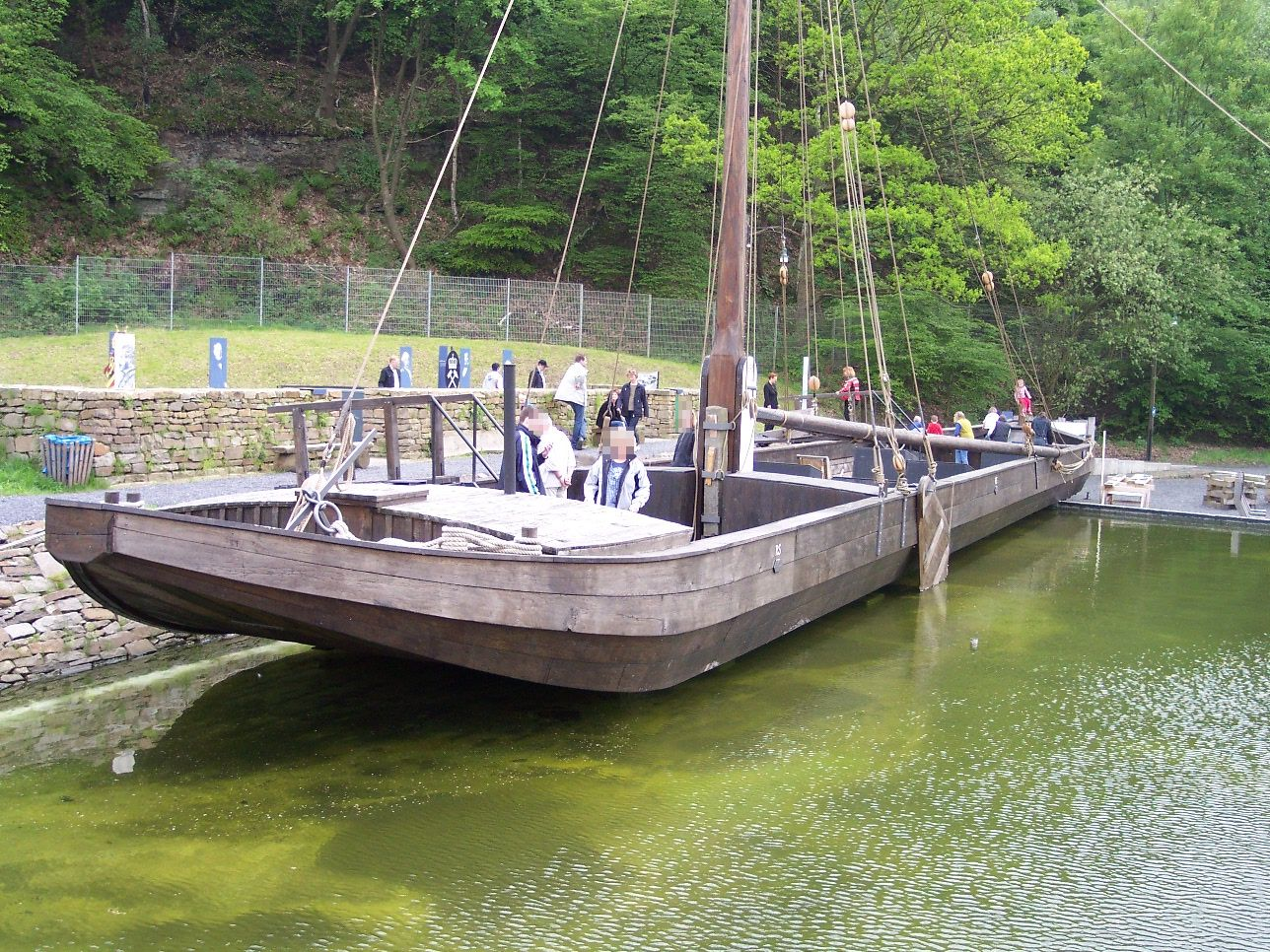
Ruhraak im LWL-Industriemuseum Zeche Nachtigall

Der andere Aak-Grundtyp, auch Aake genannt, ist ein Leichter, ein Frachtschiff für die Flüsse und Kanäle des Niederrheingebietes. Diese Aaken sind geklinkerte flache Schiffe ohne Steven. Der Boden läuft vorn und achtern in den hochgezogenen Bodenplanken aus. Am Vorschiff haben diese Schiffe eine dreieckige oder trapezförmige Bugplatte. Aaken werden geschleppt, können mit entsprechender Ausrüstung aber auch selbst segeln und verfügen hierzu dann über Seitenschwerter.
In Deutschland gibt es verschiedene Typenvarianten, so beispielsweise die Kölner Aak, die Ruhraak und die Dorstener Aak. Sie fuhren unter anderem auf Mosel und Rhein zum Transport von Wein. Ruhraaken waren für die Passage der im 18. Jahrhundert erbauten Ruhrschleusen konzipiert und wurden vor allem für den Kohlentransport der frühen Industrialisierung an der Ruhr eingesetzt. Ein typisches Aak dieser Bauweise ist auch der Hagenaar (dt. „Hagener“, das heißt aus Den Haag kommend), ein niederländisches Flussfrachtschiff von rund 17 m Länge. Sie war besonders niedrig gebaut, um die Wagenbrücke in Den Haag passieren zu können. Ein weiterer niederländischer Aakentyp ist die Keenaak.